# تايزربو

موقع تازربو وبعض الأماكن الهامة

تايزربو هي منطقة محمية مقترحة في ليبيا. وفقًا لبيانات قاعدة البيانات العالمية بشأن المناطق المحمية(WDPA) التي نشرتها الأمم المتحدة، فإن هذه المنطقة المحمية الصغيرة( السطح 0.3 كم 2) في عام 2014. الاسم تايزربو هو تهجئة بديلة لـ تازربو.